# Tom Bromilow
Tom Bromilow, né le 7 octobre 1894 à Liverpool (Angleterre), mort le 4 mars 1959 à Nuneaton (Angleterre), était un footballeur anglais, qui évoluait au poste de milieu de terrain à Liverpool et en équipe d'Angleterre.
Bromilow n'a marqué aucun but lors de ses cinq sélections avec l'équipe d'Angleterre entre 1921 et 1925.

## Carrière
- 1919-1930 :  Liverpool

## Palmarès

### En équipe nationale
- 5 sélections et 0 but avec l'équipe d'Angleterre entre 1921 et 1925

### Avec Liverpool
- Vainqueur du Championnat d'Angleterre de football en 1922 et 1923